# MLNR
MLNR (англ. Motilin receptor) – білок, який кодується однойменним геном, розташованим у людей на короткому плечі 13-ї хромосоми. Довжина поліпептидного ланцюга білка становить 412 амінокислот, а молекулярна маса — 45 344.
| 10         |  | 20         |  | 30         |  | 40         |  | 50         |
| ---------- |  | ---------- |  | ---------- |  | ---------- |  | ---------- |
| MGSPWNGSDG |  | PEGAREPPWP |  | ALPPCDERRC |  | SPFPLGALVP |  | VTAVCLCLFV |
| VGVSGNVVTV |  | MLIGRYRDMR |  | TTTNLYLGSM |  | AVSDLLILLG |  | LPFDLYRLWR |
| SRPWVFGPLL |  | CRLSLYVGEG |  | CTYATLLHMT |  | ALSVERYLAI |  | CRPLRARVLV |
| TRRRVRALIA |  | VLWAVALLSA |  | GPFLFLVGVE |  | QDPGISVVPG |  | LNGTARIASS |
| PLASSPPLWL |  | SRAPPPSPPS |  | GPETAEAAAL |  | FSRECRPSPA |  | QLGALRVMLW |
| VTTAYFFLPF |  | LCLSILYGLI |  | GRELWSSRRP |  | LRGPAASGRE |  | RGHRQTVRVL |
| LVVVLAFIIC |  | WLPFHVGRII |  | YINTEDSRMM |  | YFSQYFNIVA |  | LQLFYLSASI |
| NPILYNLISK |  | KYRAAAFKLL |  | LARKSRPRGF |  | HRSRDTAGEV |  | AGDTGGDTVG |
| YTETSANVKT |  | MG         |  |            |  |            |  |            |

A: Аланін

C: Цистеїн

D: Аспарагінова кислота

E: Глутамінова кислота

F: Фенілаланін

G: Гліцин

H: Гістидин

I: Ізолейцин

K: Лізин

L: Лейцин

M: Метіонін

N: Аспарагін

P: Пролін

Q: Глутамін

R: Аргінін

S: Серин

T: Треонін

V: Валін

W: Триптофан

Кодований геном білок за функціями належить до рецепторів, g-білокспряжених рецепторів, білків внутрішньоклітинного сигналінгу. 
Задіяний у такому біологічному процесі, як альтернативний сплайсинг. 
Локалізований у клітинній мембрані, мембрані.